# 디자인 언어
디자인 언어(design language) 또는 디자인 어휘는 보완 제품 또는 아키텍처 설정의 디자인을 안내하는 포괄적인 계획 또는 스타일로, 스타일링을 위한 일관된 디자인 시스템을 만든다.

## 목표
디자이너는 제품군에 고유하지만 일관된 모양과 사용자 인터페이스를 제공하고자 하며, 이에 대한 사양을 정의할 수 있다. 이 사양은 소재, 색 구성표, 모양, 패턴, 질감 또는 레이아웃과 같은 디자인 측면에 대한 선택을 설명할 수 있다. 그런 다음 제품군의 각 개체의 디자인에서 이 계획을 따른다.
일반적으로 디자인 언어는 엄격하게 정의되지 않는다. 디자이너는 기본적으로 한 가지를 다른 것과 유사하게 만든다. 다른 경우에는 제품이 강력한 주제적 품질을 얻도록 엄격하게 따르다. 예를 들어, 다양한 특이한 체스 기물 디자인이 있지만 세트 내의 조각은 일반적으로 주제적으로 일관된다.
때때로 디자이너는 다른 사람들이 장식이나 액세서리를 할 때 자신의 디자인 언어를 따르도록 권장한다.

## 산업 디자인
산업 디자인은 대량 생산을 위한 제품을 디자인하는 프로세스이다. 디자인 언어는 다양한 제품에 경쟁사와 차별화되는 유사한 스타일을 제공할 수 있다.
자동차 디자인에서 디자인 언어는 종종 시그니처 그릴 디자인을 사용한다. 예를 들어, 많은 BMW 차량은 분할된 "키드니 그릴"과 4개의 원형 헤드라이트로 구성된 프런트 엔드 스타일을 포함하여 디자인 언어를 공유한다. 일부 제조업체는 경쟁 회사의 디자인 언어 단서를 차용했다.

## 소프트웨어
소프트웨어 아키텍처에서 디자인 언어는 아키텍처 기술 언어와 관련이 있다. 가장 잘 알려진 디자인 언어는 통합 모델링 언어이다.
예를 들어 그래픽 사용자 인터페이스의 맥락에서 인간 인터페이스 지침은 애플리케이션의 디자인 언어로 생각할 수 있다.